# Kolonia Cedry Małe
Kolonia Cedry Małe – zlikwidowany wąskotorowy przystanek osobowy w Cedrach Małych, w gminie Cedry Wielkie, w powiecie gdańskim, w województwie pomorskim. Położony był na z Koszwał do Stegny Gdańskiej otwartej w 1905 roku. W 1974 roku odcinek do Lewego Brzegu Wisły został rozebrany.